# The Miracles
The Miracles (v letech 1965-1972 Smokey Robinson and the Miracles) byla americká soulová skupina, založená v roce 1955. Byla první úspěšná skupina vydavatelství Motown Records Berry Gordyho. V roce 2004 časopis Rolling Stone umístil skupinu Smokey Robinson and the Miracles na 32. místo v jejich seznamu 100 největších umělců všech dob. Od roku 2009 má skupina hvězdu na Hollywoodském chodníku slávy.